# 任贤 (嘉靖举人)
任賢（？—？），字汝專，號原泉，山西平陽府蒲州人，明朝政治人物。

## 生平
嘉靖二十五年（1544年）丙午科山西鄉試舉人，歷任國子監助教、揚州府同知、南康府知府。

## 家族
曾祖任恩；祖父任敏，鄉賓；祖母楊氏。父任光溥（1501年-1572年），號原泉，為游商。母李氏（1498年-1555年），贈孺人。妻孫氏；繼妻吳氏。子任康、任慶。